# Долгинино (Рязанская область)
Долгинино — село в Рязанском районе Рязанской области России, входит в состав Мурминского сельского поселения.

## География
Село расположено в 7 км на северо-восток от центра поселения посёлка Мурмино и 30 км от Рязани.

## История
Долгинино упоминается в Рязанских писцовых книгах 1629 года. Успенская церковь в селе упоминается в окладных книгах 1676 года, где при ней показано 123 приходских двора. В 1800 году была построена новая Успенская церковь с Георгиевским приделом, которая сгорела в 1860 году. В 1861 году построена церковь того же наименования с приделом в честь мученицы Параскевы.
В XIX — начале XX века село входило в состав Мурминской волости Рязанского уезда Рязанской губернии. В 1905 году в селе было 972 двора.
С 1929 года село являлось центром Долгининского сельсовета Рязанского района Рязанского округа Московской области, с 1939 года — в составе Солотчинского района Рязанской области, с 1959 года — в составе Рязанского района, с 2005 года —  в составе Мурминского сельского поселения.

## Население
| 1859 | 1897  | 1906  | 2010 |
| ---- | ----- | ----- | ---- |
| 2149 | ↗2976 | ↗3717 | ↘720 |